# Orgull LGBT

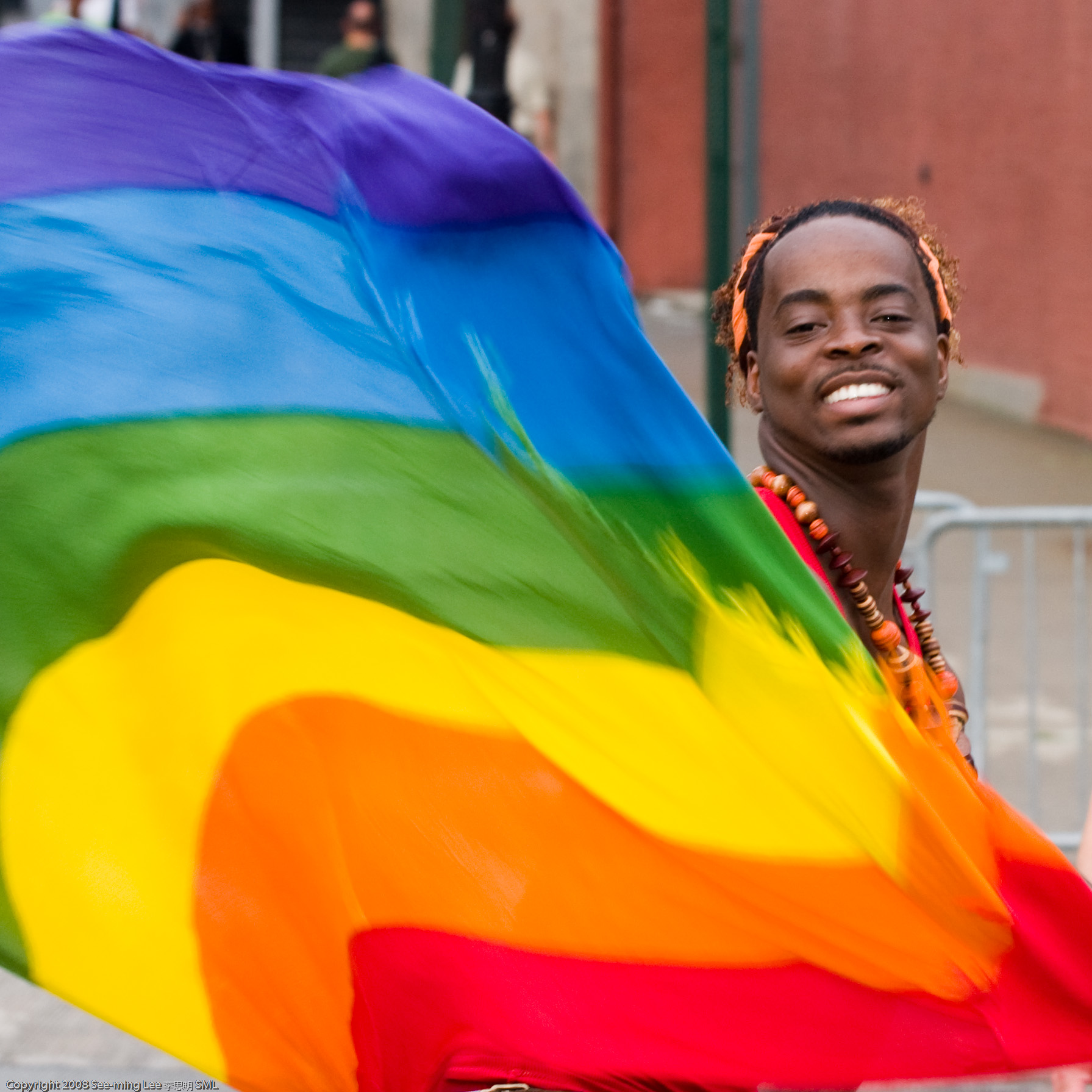
Celebrant amb la bandera de l'arc de Sant Martí al Gay Pride de Nova York en el 2008.

L'orgull LGBT o orgull gai és un moviment social que fomenta que les persones lesbianes, gais, bisexuals, i transsexuals (LGBT) haurien d'estar orgullosos de la seva orientació sexual i identitat de gènere. El moviment té tres premisses principals: que la gent hauria d'estar orgullosa de la seva identitat d'orientació sexual i de gènere, que la diversitat és un do, i que l'orientació sexual i identitat de gènere són inherents i no poden ser alterats intencionalment. L'ús de l'abreujada orgull gai i orgull s'han convertit en unes expressions i una inclusió en taquigrafia principal emprada per tots els individus en les diferents comunitats LGBT. El 1977, encara en plena transició democràtica el Front d'Alliberament Gai de Catalunya va organitzar la primera manifestació d'orgull gai de la península Ibèrica, a la qual van participar entre 4 i 5.000 persones.
Cal també recordar que l'any 1933 tingué lloc a Barcelona la marxa de les Carolines en la que segons l'escriptor Jean Genet una comitiva formada per les Carolines, joves transvestits de la zona, varen desfilar per l'Avinguda del Paral·lel fins a arribar a Les Rambles, on dipositaran un ram de flors en el lloc on hi hagué els urinaris públics freqüentats pel col·lectiu, coneguts com les vespasianes.